# Vampire Hunter D
Vampire Hunter D (バンパイアハンターD lit. Cazador de vampiros D?) es una serie de novelas creadas por Hideyuki Kikuchi, con diseños e ilustraciones de Yoshitaka Amano. Estas novelas se han hecho muy famosas en Japón desde que Kikuchi publicó la primera en 1983, que ya ha tenido innumerables reediciones en Japón. 
Hasta la fecha, se han publicado veintiséis novelas en la serie principal -algunas novelas comprenden hasta cuatro volúmenes-. La serie también ha sido adaptada al anime, radioteatro, manga, adaptaciones al cómic occidental, un videojuego, así como una colección de cuentos, libros de arte y una guía complementaria.
Concretamente, la primera película, lanzada en 1985, se basó en el primer libro y tuvo el título de Vampire Hunter D (al igual que la novela). Hasta el año 2000, no se hizo otra adaptación de Vampire Hunter D al anime. Esta nueva película, dirigida por Madhouse, tuvo el nombre de Vampire Hunter D 2000 en Japón, mientras que en Estados Unidos y Europa recibió el nombre de Vampire Hunter D: Bloodlust.
En el año 2005, llegó a Estados Unidos la primera traducción oficial al inglés de las novelas de Kikuchi, pero sólo se han publicado ocho de las diecisiete que escribió.
Actualmente, gracias a la editorial Dolmen, se están publicando en España una serie de cómics basados en las novelas de Kikuchi. Las ilustraciones de estos cómics estuvieron a cargo de Saiko Takaki, elegida como ilustradora por el propio Kikuchi para adaptar sus novelas al manga.

## Argumento
Ambientadas en un futuro lejano, las novelas narran las aventuras de D, un damphiro (ser mitad humano y mitad vampiro), un hombre serio y callado que viste una armadura negra, sombrero y una espada. En su mano izquierda vive un ser parásito llamado Simbionte con el cual habla, y que le indica lo que tiene que hacer en ciertos puntos, además de comerse a sus enemigos (esto es, su energía). Desde el principio de la trama, se sabe que D es el único hijo ilegítimo del rey y dios de los vampiros (Drácula).
D deambula por una Tierra posnuclear en el futuro lejano, viviendo aventuras que combinan elementos de los géneros pulp: Wéstern, ciencia ficción, terror y horror lovecraftiano, alta fantasía, folclore y ciencia ocultista. El planeta, una vez aterrorizado por los elegantes pero crueles Nobles (vampiros), antiguos demonios, mutantes y sus creaciones tecnológicas, ahora está volviendo lentamente a una suerte de orden y control humano, gracias, en parte, a la decadencia que provocó la caída de la raza de los vampiros, a la continua obstinación de los habitantes de la frontera y al surgimiento de una casta de cazadores a sueldo independientes que eliminan las amenazas sobrenaturales. 
En algún momento de 1999, ocurrió una guerra nuclear. La nobleza estaba compuesta por vampiros que planeaban una posible guerra nuclear y confiscaban en sus refugios todo lo necesario para reconstruir la civilización. Utilizan su ciencia combinada con la magia para restaurar el mundo a su imagen. Casi todas las criaturas mágicas son producto de la ingeniería, y un número muy pequeño corresponde a demonios que sobrevivieron al holocausto nuclear. A pesar de que su tecnología es lo suficientemente grande como para crear un sustituto de la sangre como alimento, todavía prefieren alimentarse de humanos. Como tal, crean una civilización donde los vampiros y los humanos coexisten, en algún momento convirtiendo el planeta en parques y ciudades. La sociedad finalmente se estanca cuando la tecnología de los vampiros perfecciona la profecía científica, lo que determina que están en el cenit de su existencia y, por lo tanto, están condenados a caer, derrocados por los humanos. La raza humana también se transforma en este momento, con el miedo de que los vampiros se entrelazaran con su genética y la incapacidad de recordar las debilidades de los vampiros como el ajo y los crucifijos. 
A diferencia de los vampiros tradicionales, la nobleza tiene la capacidad de reproducirse sexualmente, aunque su descendencia deja de envejecer permanentemente después de alcanzar la madurez física, habiendo heredado la inmortalidad de sus padres vampiros.

## Adaptaciones
Se han hecho dos películas basadas en las historias y personajes de Kikucho. La primera, Vampire Hunter D, en 1985, adaptación del primer libro de nombre homónimo, y Vampire Hunter D: Bloodlust, película realizada en el año 2000, basada libremente en Demon Deathchase, el tercer libro de la saga. Además, este último título se lo llevó al universo gamer en un juego para PlayStation que tiene el mismo nombre.

### Vampire Hunter D
Doris Lang, la hija huérfana de un difunto cazador de hombres lobo, es atacada y mordida por el Conde Magnus Lee, un señor vampiro de 10,000 años de edad que ha decidido tomarla como su mujer, sin embargo la joven convence a D, el cazador de vampiros, que la proteja de Magnus. Pero el noble vampírico es solo uno de sus problemas. Larmica, la hija del Conde, y Garou, su sirviente licántropo, están decididos a matar a Doris antes que permitir que Magnus "ultraje" su casta incorporándola a su familia. En paralelo, deben lidiar también con Greco Roman, el hijo del alcalde, quien se ha encaprichado con la hermosa joven y ve este incidente como la oportunidad para poseer a Doris, pero D se muestra dispuesto y capacitado para mantener a raya tanto a seres sobrenaturales como a los humanos que desean poner sus manos en la muchacha.
Esta película es una adaptación de Vampire Hunter D, el primero de los 17 libros publicados. En España, fue licenciada por primera vez en 1986 en formato VHS.

### Vampire Hunter D: Bloodlust
En la segunda entrega de esta franquicia, Charlotte, hija de la familia más rica de la región, es aparentemente raptada por el vampiro Meyer Link, quien habita en el misterioso castillo Chayffe. El padre de Charlotte convoca a dos equipos de cazadores para rescatarla: el primer equipo en acudir son los llamados Hermanos Markus, mientras que el otro es D. Ambos equipos se verán enfrentados por el hecho de ser "competencia" y porque la paga consiste en 20 millones de dólares. La trama se complica, ya que, aparentemente, Charlotte no fue raptada, sino que ella escapó con Meyer por su propia voluntad. Aparecerá la misteriosa Carmilla, reina de los vampiros. 
En Argentina, la película fue lanzada a la venta en DVD (con el doblaje estadounidense y subtítulos en español) por Argentina Video Home (AVH) —bajo licencia de Urban Vision— el 22 de enero de 2014 para Capital Federal y el 5 de marzo de 2014 para el Interior. Dicha edición fue también lanzada en Chile por Edisur el 29 de abril de 2014. También se licenció en España en DVD por Manga Films con su propio doblaje en 2003.

### Vampire Hunter D: el videojuego
Inspirado en las películas de Vampire Hunter D se lanzó un videojuego para la consola PlayStation. Aunque se llama simplemente Vampire Hunter D, en realidad se basa en la segunda entrega (Bloodlust). En él, se toma el control de D a quien se le había ofrecido una recompensa por entrar al enorme castillo Chayffe y rescatar a Charlotte del vampiro Meier Link, y salvarse a sí mismo de un mal aun mayor que habita en ese lugar.
Este juego fue lanzado en el 2000 por la compañía Jaleco. Tuvo malas críticas por parte de los expertos y por los fanes de la franquicia, quienes decían que era demasiado corto y lineal, además de no ofrecer mucho Replay Value y de ser un juego del género Survival Horror. Otros criticaban que no capturaba la emoción y la acción de la película en el que estaba basado, pero que no era un mal juego, sino mal diseñado y en un corto tiempo para su lanzamiento oficial lo cual siempre es un problema para los videojuegos por falta de desarrollo.